# النبيق (المضاربة والعارة)

تعديل مصدري - تعديل

النبيق هي إحدى قرى عزلة المضاربة بمديرية المضاربة والعارة التابعة لمحافظة لحج، بلغ تعداد سكانها 104 نسمة حسب تعداد اليمن لعام 2004.